# Stranka za Bosnu i Hercegovinu

Logo von Stranka za Bosnu i Hercegovinu

Die Partei für Bosnien und Herzegowina (bosnisch Stranka za Bosnu i Hercegovinu, SBiH) ist eine liberale und multiethnische
Partei in Bosnien und Herzegowina.
Die Partei wurde 1996 als Abspaltung der bosniakischen Partei der demokratischen Aktion (SDA) vom damaligen Ministerpräsidenten Haris Silajdžić gegründet.
Die liberale Partei lehnt das komplizierte Staatskonstrukt des Dayton-Vertrags ab. Sie strebt einen zentralistischeren Staat wie auch ein gleiches Wahlrecht an. Bislang werden die Parlamentssitze proportional an die drei Volksgruppen vergeben. Die beiden Entitäten, Föderation Bosnien-Herzegowina und Republika Srpska, will die SBiH auflösen.
Bei den Wahlen zum Abgeordnetenhaus des Gesamtstaates im Oktober 2006 erhielt die SBiH 15,5 % der Stimmen und ist damit drittstärkste Partei. Mit 8 (+ 2) der 42 Sitzen bildet sie sogar die zweitgrößte Fraktion. Im Abgeordnetenhaus der Bosnisch-Kroatischen Föderation gehören 24 (+ 9) der 98 Abgeordneten der Partei an, in der Nationalversammlung der Republika Srpska 3 (unverändert) der 83 Abgeordneten.
Der Parteivorsitzende Haris Silajdžić wurde mit 62,8 % der bosniakischen Stimmen zum bosniakischen Mitglied des dreiköpfigen Staatspräsidiums gewählt.
Die SBiH konnte ihren Wähleranteil in der Föderation um rund 7 Prozentpunkte verbessern und wird damit beinahe gleich stark wie die SDA, die ihrerseits rund 7 Prozentpunkte verlor.
Bei den Wahlen von 2010 ging der Sitz im Staatspräsidium an Bakir Izetbegović (SDA).
Seit dem 23. April 2021 wird die Partei von Semir Efendić, dem Bürgermeister der Gemeinde Novo Sarajevo (Neu Sarajevo) geführt.

## Parteipräsidenten
1. Haris Silajdžić: 13. April 1996 – 6. März 2012
2. Amer Jerlagić: 6. März 2012 – 23. April 2021
3. Semir Efendić: seit 23. April 2021